# شهرستان کارورا
شهرستان کارورا یک منطقهٔ مسکونی در اریتره است که در منطقه دریای سرخ شمالی واقع شده‌است.